# Toma de la Ciudad de México (1867)
La toma de la Ciudad de México de 1867 tuvo lugar del 12 de abril al 21 de junio de 1867 en las afueras de la Ciudad de México, entre elementos del ejército mexicano de la república, al mando del general Porfirio Díaz contra las tropas al servicio del ya destituido Segundo Imperio mexicano al mando del general Ramón Tavera, compuesta de soldados conservadores mexicanos y algunos franceses que se habían quedado protegiendo la ciudad mientras el emperador Maximiliano residía en Querétaro, durante la segunda intervención francesa en México.

## Antecedentes
El general Porfirio Díaz sitió la Ciudad de México con la decisión de tomarla por asalto. Al ser informados del avance de fuerzas republicanas al mando de Díaz, los últimos defensores de la ciudad, acordaron para evitar todo tipo de enfrentamiento izar una bandera blanca para el amanecer del día 20 de junio de 1867, y así dejar paso a las fuerzas victoriosas. El general Alatorre fue a entrevistarse en representación del general Díaz con la comisión que entregaría la ciudad de acuerdo a un acuerdo con ciertas garantías. Alatorre aceptó dichas garantías aunque no aseguró poder resguardar la seguridad de los habitantes, a lo que aceptó la comisión que regresó a la ciudad: pero Alatorre no llegó en las fechas acordadas ante lo que Díaz, ya muy impaciente por su retardo y al no conocer la respuesta de la rendición de la plaza, optó por la batalla.

## Batalla
Al ya tener sitiada la ciudad, Porfirio Díaz ordenó un despliegue inmediato de tropas en puntos estratégicos, preparándose para el asalto. El Ejército Republicano pronto rompió fuego sobre la ciudad ocasionando algunas bajas a los imperialistas que inmediatamente izaron una bandera de rendición, entregando la ciudad de manera incondicional.
En una carta de Porfirio Díaz al Ministro de México en Washington (Matías Romero Avendaño), describía la situación:

Mi muy estimado amigo:

Después de que escribí a usted mi última carta, la División del general Riva Palacio y una Brigada de Puebla, que estaba unida al Ejército de Oriente durante el sitio de Querétaro, han sido incorporadas al Ejército de operaciones contra la ciudad de México, así como el Ejército de Occidente al mando del General Corona y dos Divisiones del Ejército del Norte, bajo las órdenes del General Don Francisco Alatorre; de esta manera formamos por todo unos 35,000 hombres, y dentro de unos cuantos días será nuestra la ciudad de México.
Hubiera yo podido tomarla solamente con las Fuerzas del Ejército de Oriente, pero no tenía yo suficiente caballería para cubrir todas las salidas, por las cuales los principales culpables se habrían escapado; pero ahora con 9,000 caballos estarán bien resguardadas todas las salidas, y sucederá lo mismo que en Querétaro; nadie se nos escapará. Tengo entera fe y confianza en el resultado.
En la Ciudad de México la prensa se empeña todavía en engañar al pueblo, negando la caída de Querétaro y la prisión de Maximiliano; pero tanto el pueblo como el ejército tienen noticias de ambas cosas. Considero la ocupación de México un asunto de pocas horas, y no creo que Veracruz intente sostenerse después.
En conclusión, cuando haya usted recibido esta carta estará ya limpio de traidores el suelo mexicano.

Sin tiempo para más, me repito de usted sincero amigo.
Porfirio Díaz

El enemigo intentó hacer algunas salidas durante el sito. La principal fue la que encabezó Márquez, por La Piedad, en los últimos días, y probablemente con objeto de abandonar la plaza y salvar la fuerza que le quedaba, que era todavía de cosa de 12,000 hombres. En todos sus conatos de salida, fue rechazado el enemigo con grandes pérdidas y consiguiente desmoralización.

Estando yo una mañana en la oficina del Cuartel General en Tacubaya, en los primeros días de junio, por el nueve, comenzó un fuego de cañón casi general en la línea del enemigo y de fusilería muy nutrido en los puntos fortificados que el enemigo tenía en La Piedad e inmediatos, lo mismo que en el puente de Los Cuartos, contra nuestra línea que hacía frente a La Piedad y puntos anexos. Salí inmediatamente con mi Estado Mayor y escolta hacia el puente de Los Cuartos y encontré cerca de La Condesa al coronel don Venancio Leyva que sobre la marcha me dio parte de haber sido forzado el puente de Los Cuartos y destrozado su batallón. Esto pasaba cerca del campamento que tenía el coronel Terán con los batallones 1°, 2°, y 3°, de Cazadores de Oaxaca que estaban a sus órdenes. Tomé inmediatamente el 1°, que hice marchar a gran trote hacia el puente de Los Cuartos, que estaba ya casi en poder del enemigo; pero haciendo todavía una suprema defensa con una parte del batallón que Leyva suponía destrozado el teniente coronel Jaramillo, del mismo Batallón, por un lado, y por el otro el mayor del mismo cuerpo, Manuel María de Zamacona, defensa que vigorizaron notablemente al ver que me aproximaba con el primer batallón de Oaxaca, maniobrando ya sobre el enemigo.
Entretanto, había dejado órdenes al coronel Terán para que siguiera mi marcha en columna, con los Batallones 2° y 3°, de Oaxaca, y a buen paso para que no llegaran fatigados al lugar del combate. Había mandado órdenes también al coronel Francisco Naranjo que estaba acampado con su división de caballería, en la Hacienda de los Morales y al coronel Félix Díaz que estaba con la suya en Coyoacán, para que concurrieran con sus respectivas fuerzas al lugar del combate. Pocos momentos después mandé hacer alto al coronel Terán con los dos batallones de cazadores, antes de descubrirlos a la vista de la artillería enemiga, y al coronel Loera, que por ausencia del general Naranjo conducía la división de caballería hacia el puente de Los Cuartos, le mandé hacer alto entre la Condesa y Chapultepec. Mandé igualmente hacer alto al coronel Félix Díaz con su División, que formó en los Llanos de Narvarte, puesto que recobrada por el primer batallón de cazadores de Oaxaca la línea que había ocupado con su batallón el coronel Venancio Leyva, la artillería con que dicha línea estaba dotada funcionaba ya activamente sobre las columnas de Márquez, que regresaban a la plaza con grandes dificultades, porque como para salir sólo habían tendido un puente sobre la zanja cuadrada, su retirada por ese puente les consumió mucho tiempo y les hizo perder muchos hombres y caballos.

El terreno que hay entre el puente de Los Cuartos y La Piedad, quedó cubierto con muchos muertos y heridos. Pretendí recoger a los segundos; pero al salir mis ambulancias con sus respectivas banderas a ejecutar mis órdenes, las trincheras de la plaza les hicieron fuego y me hirieron y mataron algunos ambulantes, por cuyo motivo ya no insistí en aquella operación, pues que se trataba de heridos del enemigo, que ni recogía, ni dejaba recoger. Los heridos permanecieron en el más completo abandono por varios días, hasta que murieron, por haber quedado a la intemperie y por falta de asistencia médica y auxilios oportunos.
Porfirio Díaz

A las 15:00, hora local, del 19 de junio de 1867 en el Cerro de las Campanas en Querétaro, el emperador Maximiliano I de México, junto con sus generales Miguel Miramón y Tomás Mejía, fue ejecutado; dos días antes de la caída de la Ciudad de México.
Poco tiempo después, el general Díaz encabezaría los festejos con los que se recibió triunfalmente al presidente Benito Juárez a su entrada a la capital. Tras la batalla fue capturado y fusilado Santiago Vidaurri, exgobernador de Nuevo León que había cambiado de bando y negado ayuda a los liberales durante la huida del gobierno republicano al norte.